# بدنايل (بعلبك)
بدنايل  هي إحدى القرى اللبنانية من قرى قضاء بعلبك في محافظة بعلبك الهرمل

## جغرافيتها
تُعتبر بدنايل من البلدات الكبرى في شريط غربي بعلبك، مصنّفة إداريّا من بلدات محافظة بعلبك الهرمل وقضاء بعلبك، تقع عند منحدر جبل صنّين لجهة الشّرق، وترتفع عن سطح البحر بمعدّل وسطي 1050 متر.
تقع في السفح الشرقي لسلسلة جبال لبنان الغربية، تبعد البلدة حوالي 63 كلم عن بيروت و12 كلم عن زحلة و 18 كلم عن بعلبك. تبلغ مساحتها 5028 هكتار وعددسكانها أكثر50000 نسمة.
يمكن الوصول إلى بلدة بدنايل، عن طريق عام زحلة- أبلح- تمنين التحتا-قصرنبا من جهة الجنوب، وعن طريق بعلبك- حوش النبي- حوش الرافقة- بيت شاما شرقا، فيما يمكن الوصل إليها عن طريق بعلبك- شليفا- بوداي- كفردان- شمسطار فبيت شاما شمالا، أو عن طريق عيون السيمان فحدث بعلبك فطاريا وشمسطار وصولا إلى بيت شاما غربا.
مع بدايات الثّمانينات من القرن السّالف، تطوّر الوضع البنياني والسّكّاني والإنمائي في بلدة بدنايل، في ظّل مجريات طارئة على الواقع القروي العام في بلاد بعلبك بشكل عام، وعلى بلدة بدنايل بشكل خاص، وذهب النّماء الذي طال السّواد الأعظم في ازدياد مضطّرد من عدّة نواحي، شملت ازدياد في نسبة السّكّان، وهو ما دفع إلى الازدياد في الأبنية السّكنيّة والمراكز التّجاريّة وتوسعة الطّرقات وفتح طرقات أخرى، إضافة لإنشاء العديد من المراكز التّربويّة والمصانع الصّغيرة والمزارع وغيرها من المحال التّجاريّة التي انتشرت على جانبيّ الطّريق العام، ويعود ذلك لسلوك هذا الطريق من قبل جميع قاصدي قرى وبلدات شريط غربي بعلبك ومن يقصد مدينة بعلبك تحديدا. فيما غدت بلدة بدنايل مصدرا للتّسويق ومركزا للخدمات العامّة.

## التسمية
بدنايل اسم يُحتمل، حسب مراجع التّفاسير الخاصّة بأسماء المدن والقرى اللبنانيّة، أن يكون اسم سامي، مشتقّ من الأسماء الفينيقيّة والعبريّة بصيغة «بيت دانيال» وهو مركّب حسب الظّاهر من ثلاثة أجزاء، هي: «بيت» ويعني مكان أو معلم أو موقع أو مقام، و «داني» ويعني قاض، الذي يحكم بين النّاس بالعدل، و «إل» ويعني الإله أو الرّبّ، فيكون المعنى العام لهذا الاسم: بيت القاضي الحاكم، أو مركز القضاء الإلهي، أو «بيت دانيال».
فيما يبرز هناك، وفي بعض المراجع المتخصّصة بشرح معاني أسماء البلدات والقرى، من احتمال آخر، وهو ما يفيد أنّ الاسم مركّب من جزئين: «بدنا إيل» بما يعني أنّ الجزء الأوّل من الاسم «بدنا» لفظ مشترك بين الفينيقيّة والعربيّة ويعني مقام أو جسم أو هيئة، فيما الجزء الثّاني «إيل» ويعني الإله أو المعبود، فيكون المعنى المركّب من الجزئين يعني، مقام العبادة. أو بمعنى آخر، هيئة الله وصورته، أي صنم إيل والصّنم هو الشّبه والتّمثال.
وكون أنّ شريط بلدات غربي بعلبك الممتد من بلدة بشوات وحتّى بلدة تمنين التّحتا، مليء بالمقامات والأضرحة التي تعود لبعض الأنبياء والأولياء الذي سكنوا عبر الماضي في هذه الأماكن، سيّما المحيطة ببلدة بدنايل، فمن المرجّح أن يكون اسم بدنايل يعني: «بيت العباد» بما معناه: أنّ المنطقة كانت مقصد السّكان في الزّمن الغابر للتّخلّي والعبادة والتّبتّل وممارسة الطّقوس والشّعائر الرّوحيّة، وذلك من قبل السّكّان الذين كانوا يسكنون في الجوار، نظرا لموقعها المرتفع والإستراتيجي من جهة، والذي يوحي بالخشوع والرّهبة والقداسة، يحميها جبل صنين من الغرب، ويطلّ المكان على قسم واسع من سهل البقاع، هذا بالإضافة لوجود عدّة ينابيع مائيّة، من جهة أخرى تفي بالاحتياجات للقاصدين، بحيث يستخدمونها وقت الحاجة... 
يرد انيس فريحة اسم المدينة إلى النبيي دانيال التوراتي. الا انه لا يوجد أي اثبات لذلك. كما يرجح ان تعود التسمية إلى «بدنا-إيل» والتي تعني صنم الاله ايل.
بحبك يا تمنين